# Morchellium argus
Morchellium argus is een zakpijpensoort uit de familie van de Polyclinidae. De wetenschappelijke naam van de soort werd, als Amaroucium argus, voor het eerst geldig gepubliceerd in 1841 door Henri Milne-Edwards.

## Beschrijving
Een kolonie Morchellium argus bestaat uit een klomp vaasvormige zoïden tot 4 cm lang, elk ondersteund door een conische steel van ongeveer 1 cm breed, waaraan zand hecht. Elke zoïde heeft een buccale sifo (instroomopening) met acht flappen en een tongachtig proces eronder. Deze sifo mondt uit in een grote keelholte (farynx) waar water naar binnen wordt gezogen, maar de kolonie heeft een sifo met enkele uitgang waaruit het water uit verschillende zoïden wordt verdreven. De zoïden zijn doorschijnend wit, lichtroze of rood. Er zijn vier kleine rode vlekken bij de ingang van de keelholte zichtbaar, wat deze zakpijp onderscheidt van soortgelijke soorten.

## Verspreiding
Morchellium argus is inheems in de noordoostelijke Atlantische Oceaan. De soort is algemeen rond de kusten van Groot-Brittannië, zo ver noordelijk als de Shetlandeilanden. Het is ook bekend uit het westen van Frankrijk, waaronder de Bassin d'Arcachon. Het wordt gevonden op diepten tot ongeveer 10 meter, voornamelijk in grotten, onder uitsteeksels en op verticale oppervlakken, vaak onder foliose-algen.